# Xerocomus griseo-olivaceus
Xerocomus griseo-olivaceus är en svampart som beskrevs av McNabb 1968. Xerocomus griseo-olivaceus ingår i släktet Xerocomus och familjen Boletaceae.   Inga underarter finns listade i Catalogue of Life.